# Worms 2: Armageddon
Worms 2: Armageddon é um jogo de estratégia baseado em turnos. Foi desenvovido e publicado pela Team17 para o Xbox 360, PlayStation 3 e iOS.